# Péninsule de Wirral
Pour les articles homonymes, voir Wirral.
La péninsule de Wirral est située sur la côte ouest de l'île de Grande-Bretagne. Baignée par les eaux de la mer d'Irlande, elle est située entre les embouchures de la Dee et de la Mersey, du côté anglais de la frontière avec le pays de Galles. Elle constitue un rectangle d'environ 25 km de long sur 11 de large.
Administrativement, elle est divisée entre les comtés du Merseyside (district métropolitain de Wirral) au nord et du Cheshire (Cheshire West and Chester) au sud. Historiquement, la péninsule entière est une partie du Cheshire. Les villes principales sont Birkenhead et Wallasey.

## Géographie
Wirral désigne aussi bien une péninsule qu'un bassin économique. L’Agglomération Urbaine de Wirral possède aujourd'hui une population de 312 293 habitants (selon le recensement de 2001), et s'étend sur 156 km2, entre la Mer d'Irlande au nord-ouest, la plaine du Cheshire et les vallées de la Dee et de la Mersey.

### Géographie physique

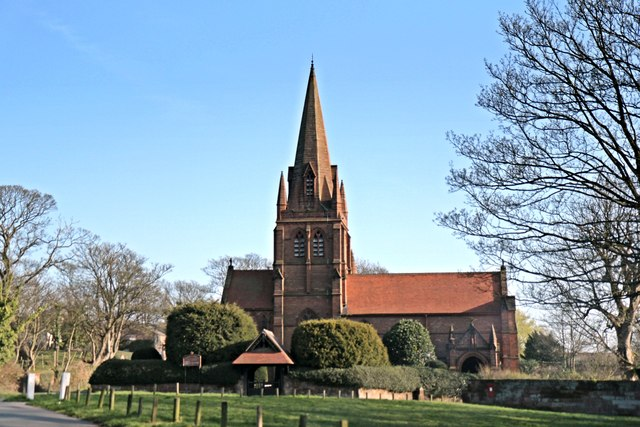
L'église Saint-Barthélémy, sur la colline de Thurstaston Hill.

Bien qu'on ait pu écrire qu’« il est difficile de trouver une étude donnant une description des limites  exactes de la Péninsule de Wirral », l'historien Stephen Roberts la définit comme « la péninsule comprise entre les estuaires de la Dee et de la Mersey, la Mer d'Irlande et... le tracé du Canal de jonction du Shropshire reliant Ellesmere Port à Chester. » Cette définition repousse vers l'est les limites de la centaine médiévale, jusqu'au ruisseau de Gowy.
Le Canal de jonction du Shropshire raccorde la Mersey à Ellesmere Port et la Dee à Chester. On peut considérer que ce canal fait de la péninsule une sorte d'île. Au nord, la Fender, les ruisseaux d'Arrowe Brook et de Greasby Brook se déversent dans le Birket, qui à son tour se jette dans la Mersey via la darse de Wallasey (docks de Birkenhead). Plus au sud, les rivières Clatter et Dibbin se déversent dans la Mersey à la darse de Bromborough.
Deux escarpements quasi-parallèles de grès du Trias s'étirent le long de la péninsule. Le coteau occidental comprend les collines de Grange Hill et de Caldy Hills (alt. 78 m), puis la colline de Thurstaston Hill (alt. 91 m), Poll Hill à Heswall (alt. 107 m, point culminant de Wirral) et Burton (alt. 68 m). Le coteau oriental, plus irrégulier, comprend les collines de Bidston Hill (alt. 70 m), Prenton (alt. 80 m) et Storeton Hill (alt. 70 m). Le val de Fender qui les sépare, a été taillé par le passage d'un glacier.

### Géographie humaine
La péninsule est surtout urbaine sur son versant est : là s’étendent les villes portuaires de Birkenhead et de Wallasey ; à l’ouest et au sud, au contraire, c’est un paysage rural. Ainsi, selon le Conseil Métropolitain de Wirral, les deux-tiers de la population n’occupent qu’un tiers de la superficie,surtout à Birkenhead et Wallasey. Un peu plus au sud et à l’ouest, on rattache encore les villes comme Ellesmere Port à la péninsule (border towns). Du point de vue du développement économique, l’agglomération de Wirral est rattachée à la communauté urbaine de Liverpool.

## Histoire

### Un site préhistorique
Les plus anciens indices d'occupation humaine du site de Wirral remontent au Mésolithique, vers 70e siècle av. J.-C. Les fouilles menées à Greasby ont mis au jour un outillage de silex, des empreintes de poteaux en bois et un foyer aménagé par une communauté de chasseurs-cueilleurs. On a découvert d'autres vestiges de cette période sur les sites d’Irby, de Hoylake et de New Brighton, et des haches néolithiques et de la céramique postérieure à Oxton, Neston et Meols. À Meols et New Brighton, on a pu démontrer une occupation continue jusqu'à l’Âge du bronze, vers 1000 av. J.-C., et on a retrouvé des urnes funéraires de cette période à West Kirby et Hilbre.
Jusqu'à l'arrivée des Romains, Wirral était habitée par la tribu celtique des Cornovii. Les objets mis au jour à Meols suggèrent qu'il s'agissait alors d'un port considérable, actif depuis  cinq siècles au moins. Les commerçants carthaginois et gaulois s'y pressaient pour charger le minerai d'étain du Pays de Galles et du Cheshire. On peut encore voir les vestiges de l’oppidum de l’Âge du fer à Burton, auquel cette ville doit son nom (burh tún est une transcription en vieil anglais de « village fortifié »).

### Romains et Bretons
Vers l’an 70 de notre ère, les Romains fondèrent le camp de Chester. On a retrouvé des traces de leur séjour à Wirral, notamment les restes d'une voie romaine aux environs de Mollington, Ledsham et de Willaston. Cette voie se prolongeait sans doute jusqu'au port de Meols, qui a pu servir de base d'opération pour la conquête romaine de la côte septentrionale du Pays de Galles. La carrière de Storeton a peut-être été exploitée également par les Romains pour leurs statues. Les vestiges de ce qui a pu être une voie romaine ont été dégagés à Greasby et Bidston. Comme le montre l'histoire de Patrick d'Irlande, vers la fin de l'occupation romaine, la piraterie affecta le trafic commercial en Mer d'Irlande, et il y eut sans doute une garnison romaine à Meols pour combattre cette menace.
Malgré l'évacuation de la dernière armée romaine de Bretagne,, en 410, les monnaies et objets antiques retrouvés à Meols montrent que le port maintenait un commerce actif avec le continent. Le plan circulaire des cimetières britto-romains découverts à Bromborough, Woodchurch et ailleurs sont les indices du développement du christianisme celtique entre les Ve et VIe siècles ; à cela s'ajoute la consécration de l'église de Wallasey, dédiée à un évêque gaulois du IVe siècle, Hilaire de Poitiers. Les toponymes celtes de Liscard et Landican (de llan-T/Decwyn) suggèrent tous deux une origine celtique. Wallasey, qui signifie « Île des Gaulois » (au sens d'« étrangers »), semble le justifier. Le toponyme gallois de Wirral est, depuis longtemps, Cilgwri. Selon la mythologie celtique, l’ouzel (ou merle) de Cilgwri serait l'une des créatures primordiales du Monde.

### Saxons et Vikings

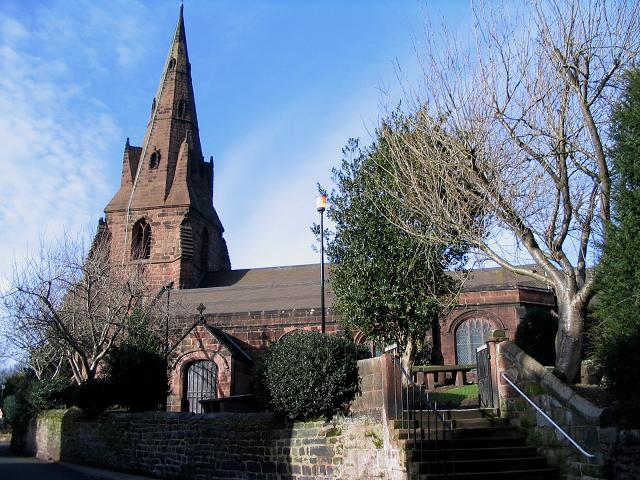
Église Ste-Marie d'Eastham.

Les Saxons d’Æthelfrith, roi de Northumbrie, saccagent Chester vers l'an 616. Æthelfrith se retire ensuite, abandonnant l'ouest et le sud de la vallée au royaume de Mercie, et les colons Saxons s'emparent de la péninsule de Wirral à l'exception du cap extrême. Plusieurs villages : Willaston, Eastham et Sutton, se forment à cette époque.
Vers la fin du IXe siècle, les Danes ou Vikings commencent à écumer le pays. Ils s'établissent autour de l'embouchure de la Dee et le long de la côte, formant leurs propres comptoirs : Kirby, Frankby et Meols. Ils mettent en place leur propre gouvernement et établissent leur parlement à Thingwall. C'est sans doute à la colonie viking de Wirral que font allusion les Annales fragmentaires d'Irlande à propos de l'établissement du chef viking Ingimundr dans les environs de Chester. La source irlandaise fait de cet événement une conséquence de l'expulsion des Vikings de Dublin (902), et de leur échec à Anglesey qui suivit. Ingimundr aurait obtenu l'autorisation de la princesse Æthelflæd, co-régente de Mercie, d'établir un refuge pour ses hommes. On pense que les contours de la colonie viking passaient au sud de Neston et de Raby, le long de la vallée de Dibbinsdale. Le passé viking de Wirral est attesté par la multitude de toponymes à suffixe en '-by' (qui signifie « colonie », ou « hameau » dans les langues scandinaves) ou de lieux-dits norrois tels Tranmere, corruption de trani melr (« banc aux grues »). La découverte de deux sépultures à crêt (hogback tombstone), typiquement viking, le corrobore. Les enquêtes effectuées dans les années 2000 sur l'ADN du chromosome Y ont montré l'importance de l'empreinte génétique des Vikings à Wirral, avec des taux très élevés de l’haplogroupe R1a, associé en Grande-Bretagne au lignage scandinave.
Bromborough pourrait être le site de la bataille de Brunanburh (937), considérée par les Anglais comme l'acte de naissance de la nation anglaise, dans la mesure où les royaumes saxons y auraient, pour la première fois, fait front commun contre la coalition des Danes et des Pictes. Selon la Saga d'Egill, la bataille s'est déroulée en grande partie sur la lande de Vínheíþr,, qui désignait Wirral en vieux norrois.

### Les Normands et l'instauration du féodalisme
Après l'invasion de l'Angleterre (1066) et la soumission de la Northumbrie en 1069-70, Guillaume le Conquérant s'empara et mit à sac Chester et ses environs, y compris la péninsule de Wirral. Le Domesday Book relève qu'en 1086, cette péninsule était plus densément peuplée que le reste de l'Angleterre, et le donjon d'Eastham, qui dominait l'est de la péninsule de Bidston à la vallée du Gowy, était le second du Cheshire. Des 28 seigneurs de Wirral, 12 portaient des noms scandinaves : en 1086, leurs terres furent confisquées et remises à divers barons normands, comme Robert de Rhuddlan et son cousin Hugues d'Avranches, et Hamon de Massey. Le Domesday recense quelque 405 feux à travers la péninsule, ce qui peut correspondre à  2 000–3 000 habitants,.
Les Comte de Chester régnèrent sur la totalité du Comté palatin, sorte d'état dans l’État, pendant près de 250 ans. De 1120 à 1123, Ranulph le Meschin fit de Wirral une de ses chasses, permettant au gibier, particulièrement les cerfs et sangliers, de se reproduire sans contrainte. Un garde forestier était chargé de sonner du cor, et cette charge devint héréditaire chez les Stanley ; mais les plaintes répétées des habitants sur les dommages de la faune et les abus des barons Stanley poussèrent Édouard de Woodstock à accorder, en tant que comte de Chester, et peu avant sa mort de dysenterie, une charte confirmant le défrichement de Wirral. La charte fut finalement promulguée par son père, le roi Édouard III, le 20 juillet 1376,.
Dès la fin du XIIe siècle, le prieuré de Birkenhead se dressait déjà sur la rive ouest de la Mersey, sur une langue de terre couverte de bouleaux (birch), ce qui explique le nom de la ville. Les ruines de ce prieuré sont les plus anciennes du Merseyside. Les moines bénédictins, ayant obtenu du roi Édouard III le privilège du trafic vers Liverpool, mirent en place, vers 1330, le premier bac de la Mersey.  À cette époque, une grande partie des terres étaient détenues par l'abbaye de Chester. En 1278 l'abbaye obtint le privilège d'organiser trois fois l'an une foire à Bromborough, mais cette manifestation périclita après l'épidémie de peste noire en 1349. Entre-temps, Meols conservait son trafic portuaire : l'érosion de la côte alentour a libéré du sous-sol « la plus grande collection d'objets médiévaux hors de Londres, ».

### Époque moderne
Un rôle d'imposition de 1545 révèle que la population de Wirral était alors à peine de 4 000 habitants. La péninsule était divisée en 15 paroisses (Wallasey, Bidston, Upton, Woodchurch, West Kirby, Thurstaston, Heswall, Bebington, Bromborough, Eastham, Neston, Burton, Shotwick, Backford et Stoke). La plupart des paroisses étaient divisées en quartiers, dont les plus peuplés étaient Neston, Burton, Wallasey, Tranmere (paroisse de Bebington) et Liscard ; leur taille était celle de petits villages.

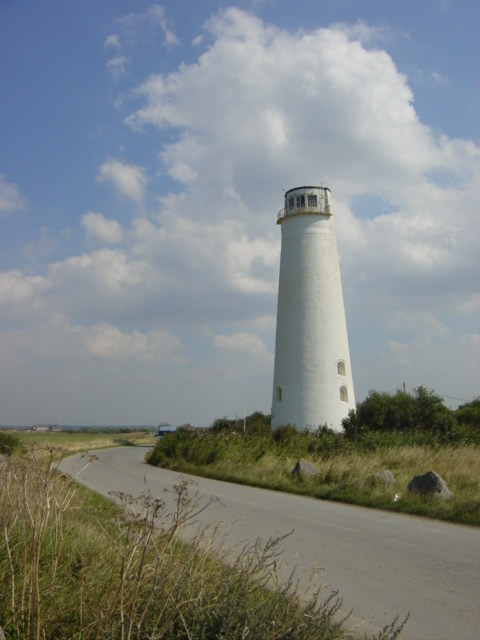
Le phare de Leasowe, construit en 1763, est le plus vieux phare en brique de Grande-Bretagne.

La proximité du port de Chester a influencé l'histoire du versant Dee de la péninsule. Depuis le XIVe siècle, Chester était un comptoir actif avec l’Irlande, l’Espagne et les Pays-Bas ; là, les navires hauturiers pouvaient rester au mouillage en attendant la marée haute et des vents favorables. Mais l'envasement de l'estuaire de la Dee provoqua le développement de darses secondaires à Shotwick, Burton, Neston, Parkgate, Dawpool et Hoyle Lake. Ce ne fut pourtant en rien une évolution graduelle, puisque selon les marées et les tempêtes, les mouillages aval (celui de Hoyle Lake, qui se substitua à Meols) étaient déjà utilisés de façon occasionnelle au Moyen Âge. Les quais et grues de déchargement (guindaux) les plus nombreuses se trouvaient à Neston et Parkgate.
Simultanément, l'arrivée des galions et la croissance du textile dans le Lancashire stimulaient l'expansion de Liverpool. Le premier bassin à flot de Grande-Bretagne fut inauguré à Liverpool en 1715, et la population passa de 6 000 à 80 000 habitants au cours du XVIIIe siècle. La sécurité de la navigation à l'approche du port stimula la construction d'une chaîne de phares le long du nord de la côte de Wirral. La prospérité commerciale de Liverpool et le développement du transport de marchandises depuis Chester amena le succès des bacs assurant la traversée de la Mersey. Vers la fin du XVIIIe siècle, on en comptait déjà cinq : ceux de Seacombe, Woodside, Rock Ferry, New Ferry et Eastham.
Mais les autres voies de communication s'amélioraient aussi. On ouvrit des routes à péage entre Chester et Eastham, Woodside, et Neston à partir de 1787. En 1793, on entreprit le creusement du Canal d'Ellesmere à travers une vallée glaciaire appelée fossé de Backford, pour relier la Mersey à Chester et au Shropshire, et stimuler la croissance d'Ellesmere Port.
Le canal latéral à la Dee (New Cut), fut ouvert à la navigation en 1737 : il s'agissait de dériver une partie des eaux de la Dee sur le versant gallois de son estuaire, pour permettre aux chalands d’accéder au port de Chester et détourner le trafic de la côte ouest ; las : malgré diverses tentatives pour combattre son envasement, et même, selon un projet de 1857, de creuser un nouveau canal entre Heswall et Chester, le trafic fluvial se détournait spontanément vers la Mersey, au mouillage bien supérieur. Pourtant, depuis la fin du XVIIIe siècle, on extrayait du charbon à Neston, à 3 km de la Dee, et le charbon était chargé sur un quai à Denhall.

### Ère victorienne

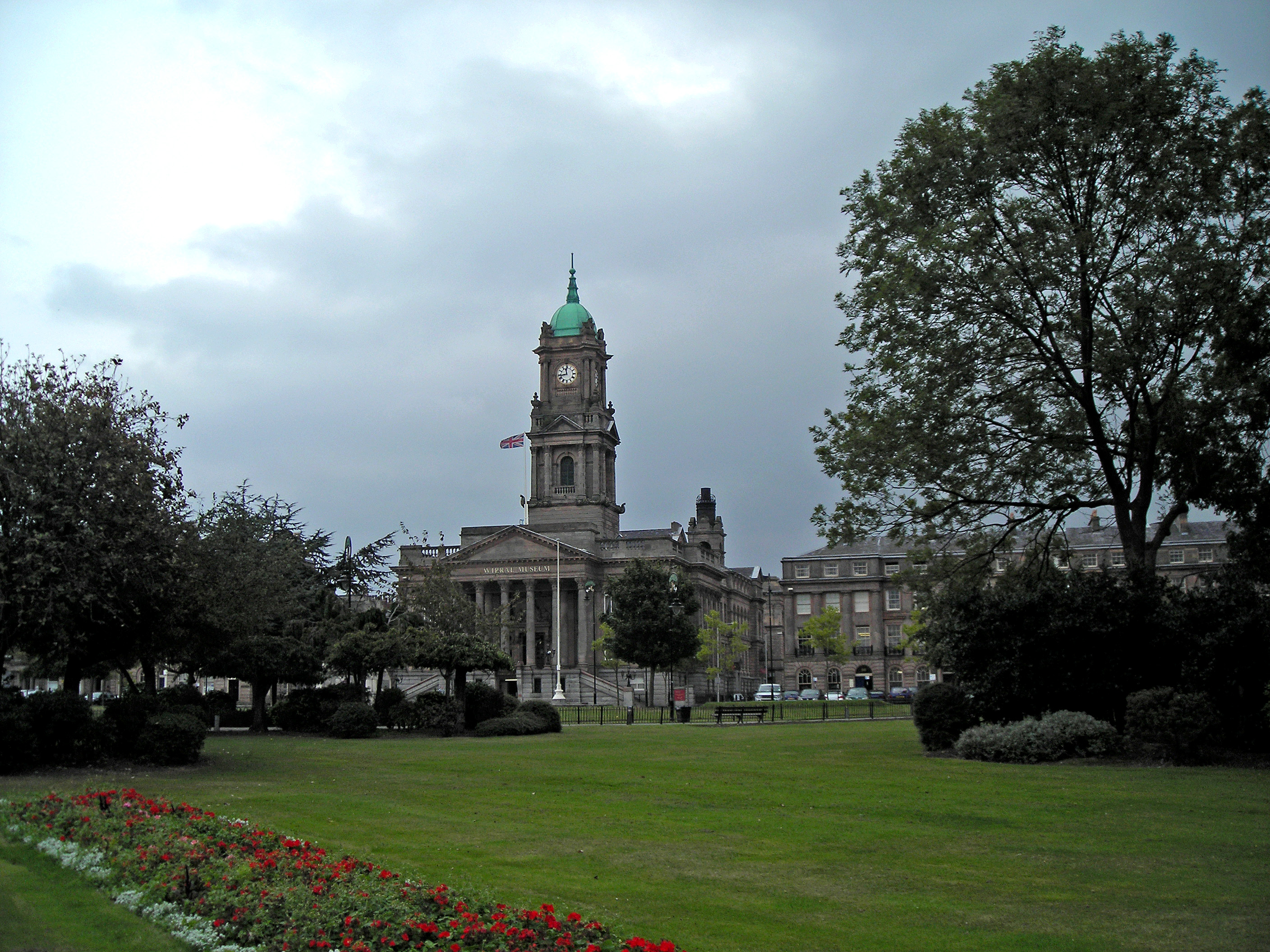
Le Square Hamilton à Birkenhead.

Les premiers bacs à vapeur de la Mersey furent mis en service en 1817, et la multiplication des steamers stimula l'industrialisation du bassin de la Mersey. Les chantiers navals apparaissent dans les années 1820 avec les investissements de l'armateur John Laird à Birkenhead, qui seront poursuivis par son fils William. Les Laird, nouveaux maîtres de Birkenhead, chargent l'architecte James Gillespie Graham de copier les plans d'Edimbourg. En 1847, la construction des docks amorce une longue période de prospérité. Le parc municipal de Birkenhead est le premier jardin public de Grande-Bretagne : il inspirera le Central Park de New York. La population de Birkenhead passe de moins de 1000 habitants en 1801 à plus de 33 000 habitants en 1851, et 157 000 habitants en 1901. La ville accède au statut d'agglomération en 1877, absorbant ses faubourgs d'Oxton et de Tranmere.
Au milieu du XIXe siècle, Birkenhead se dota de docks et d'une darse à Wallasey, ce qui permit l'expansion industrielle soutenue de toute la basse vallée de la Mersey. La nouvelle route de Chester fut inaugurée en 1833. La ligne de chemin de fer reliant Birkenhead à Chester, projetée par George Stephenson, est achevée en 1840. En 1852, la société Price's Patent Candle Co. ouvre une usine et une cité ouvrière à Bromborough. Cet exemple sera suivi en 1888 par William Lever et l'usine des savons Sunlight : il aménage la cité jardin de Port Sunlight, destinée à loger ses employés tout en leur offrant un cadre de vie agréable. L'inauguration du Canal maritime de Manchester (1894), avec ses annexes d'Eastham, stimula encore davantage l'aménagement du littoral et l'expansion économique au-delà de la Mersey et d’Ellesmere Port.
Le creusement d'un tunnel ferroviaire en 1886, permit de relier la péninsule à Liverpool, amenant la croissance spectaculaire des villes de Wallasey, Hoylake et West Kirby, puis de Bebington et d'Heswall. Ainsi la population de Wallasey dépassait 53 000 habitant en 1901.

### Au XXe siècle
Les quais de Wallasey et de Birkenhead ont continué de s'étendre jusqu'à la seconde guerre mondiale, en se spécialisant dans le trafic avec l'Afrique et l'Extrême-Orient. Mais alors il apparut une multitude de petits terminaux privés spécialisés dans une activité : grands moulins de froment, foulons, huile alimentaire, peintures et élastomères. En 1922, le premier terminal pétrolier est aménagé près d'Ellesmere Port : celui de Stanlow, et une raffinerie lui est adjointe en 1934 : la raffinerie et le complexe pétrochimique de Stanlow dominent encore aujourd'hui l'activité industrielle du pays.
En 1929, le parc d'Arrowe accueillit les 3e Jamboree mondiales, qui célébraient les 21 ans de la publication du manifeste de Baden Powell, Éclaireurs (Scouting for Boys). Il y eut là 30 000 scouts venus de trente-cinq pays, plus 10 000 scouts britanniques.
Le tunnel ferroviaire passant sous la Mersey fut doublé d'un tunnel routier, le tunnel de Queensway, en 1934. Un troisième tunnel inauguré en 1971, le tunnel de Kingsway, connecte à présent l'autoroute M53 qui dessert le centre de la péninsule. L'ouverture de ces voies de communication favorisa la croissance des zones résidentielles dans la péninsule, devenue banlieue-dortoir de Liverpool : ainsi apparurent les villages de Moreton, Upton, Greasby, Pensby et Bromborough.
Au terme de la bataille d'Angleterre, en 1940–41, la péninsule et ses quais devinrent une cible favorite de la Luftwaffe : il y eut 464 victimes à Birkenhead et 355 à Wallasey, tandis que 80 % de l'habitat à Birkenhead était détruit ou gravement touché. Pourtant, Wirral hébergeait deux terrains de la RAF : celui de West Kirby (un camp d'entraînement au sol), l'aérodrome de Hooton Park et plusieurs batteries anti-aériennes destinées à couvrir les quais de Birkenhead et Liverpool.
Après la Deuxième Guerre mondiale, le déclin économique frappa Birkenhead, comme d'ailleurs tout le reste du bassin de la Mersey, les ultimes tentatives d'industrialisation se concentrant entre Birkenhead et Ellesmere Port : par exemple la construction de l'usine Vauxhall sur l'aérodrome militaire désaffecté de Hooton Park.